# جلان كولينز
جلان كولينز (بالإنجليزية: Glen Collins)‏ (7 سبتمبر 1977 كرايستشرش نيوزيلندا - ) هو لاعب كرة قدم نيوزلندي يلعب كلاعب وسط.

## روابط خارجية
- جلان كولينز على موقع قاعدة بيانات كرة القدم.إي يو (الإنجليزية)
- جلان كولينز على موقع ناشيونال فوتبول تيمز (الإنجليزية)
- جلان كولينز على موقع Soccerway.com (الإنجليزية)